# Stadstjänare
Stadstjänare var den alltifrån medeltiden kvarstående titeln på de betjänte, som utförde vaktmästarsysslor för Stockholms stads magistrat.

Kollektivbenämning på lägre tjänstemän i stad som verkade som biträde åt borgmästare och råd, senare magistraten, eller polismästaren och stadsfiskalen. Stadstjänarna utförde ofta vaktmästarsysslor och förekom även i städerna i Gamla Finland. Liknande eller underordnade uppgifter sköttes också av stadsbetjänte eller stadsvaktmästare.